# Bataille de Florvåg

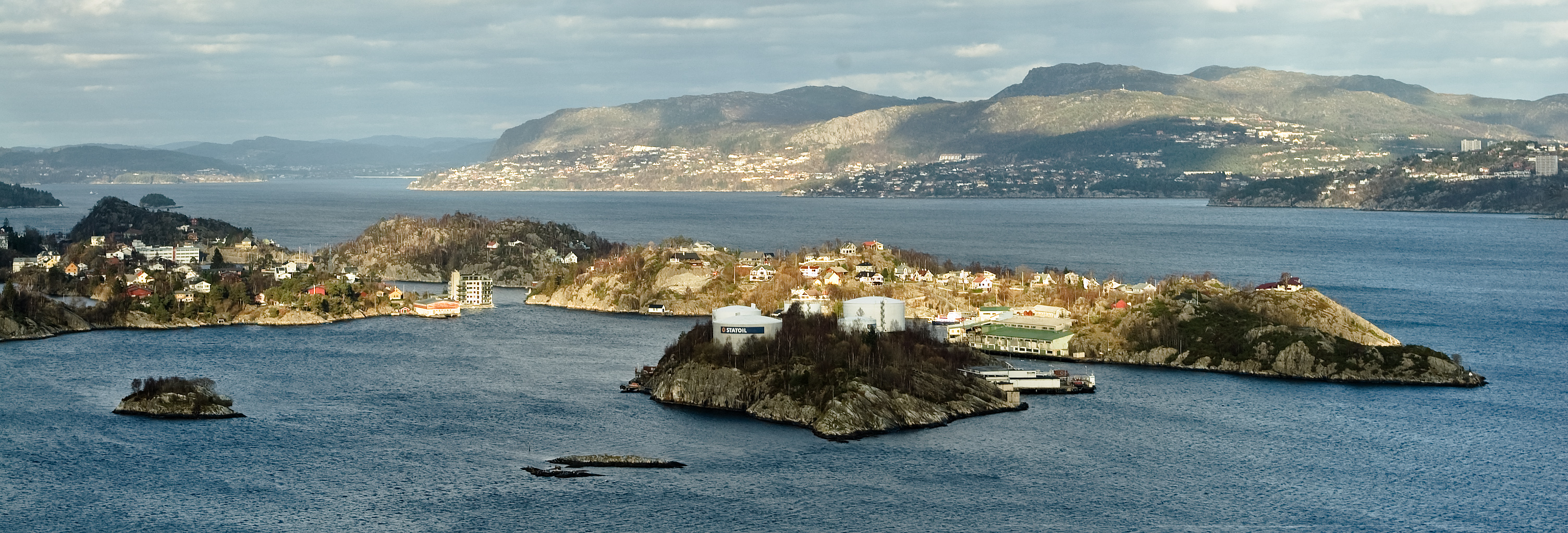
Île de Florvåg

La bataille de Florvåg est une bataille se déroulant le 3 avril 1194, près de Askøy et de Bergen en Norvège. Il y aurait eu 2 500 morts durant la bataille.

## Contexte
Sigurd Magnusson est le prétendant au trône de Norvège d'une conspiration soutenue par l’aristocratie, le clergé et les négociants norvégiens dirigée par deux nobles : Halkel Jonsson époux de Ragnhild Erlingsdatter, sœur du roi Magnus V, et Sigurd Erlingsson bâtard d’Erling Skakke qui obtiennent l’appui de l’évêque Nicolas Arnesson, demi-frère du Roi Inge Ier de Norvège, et évêque d’Oslo de 1190 à 1225.
Les conspirateurs recrutent leurs partisans dans le domaine de Harald Maddadsson, comte des Orcades aux Orcades et aux Shetland d’où le nom de leur parti les « Insulaires », « Eyjarskeggjar ou Øyskjegger ». Outre le ralliement de nombreux nobles et guerriers locaux ils obtiennent l’appui de Olaf Jarlsmaag, le propre beau-frère de Jarl Harald. 
Après s'être établi en 1193 dans Viken et avoir occupé Oslo, le jeune Sigurd est proclamé roi de Norvège en 1193 par l’ « Haugathing » de Tønsberg comme fils de Magnus Erlingsson. Les Øyskjeggs naviguent ensuite vers l’ouest de la Norvège une région traditionnellement favorable à la famille de Magnus V et prennent Bergen. Selon la saga, ils étaient pacifiques et s'abstenaient de tout pillage, fait exceptionnel pour l'époque. Bien qu'ils occupent la ville de Bergen elle-même et les régions environnantes, les partisans de Sverre les « Birkebeiner » restent maître de la forteresse de Sverresborg.

## La bataille
Au printemps de 1194, le roi Sverre quitte Nidaros et navigue vers le sud avec ses navires de combat pour faire face aux Øyskjeggs. Les deux flottes se rencontrent à Florvåg près Askøy, une île juste au nord de Bergen.  
Dans la matinée du dimanche des Rameaux, le 3 avril 1194, la bataille a eu lieu. L’expérience du combat des vétérans Birkebeiner est décisive. Le roi Sverre gagne le combat mais environ 2 500 hommes sont tués dans cette bataille sanglante. Le prétendant Sigurd Magnusson, Halkel Jonsson, Sigurd Erlingsson et Olaf Jarlsmaag périssent dans leur défaite. Le cadavre de Sigurd Magnusson est exhibé à Bergen, afin de démontrer à la population la puissance du roi Sverre mais aussi pour éviter qu’un imposteur prétende être le jeune prince. Son corps est enfin inhumé dans le cimetière de l'église sainte Marie de Bergen .

## Conséquences
Le roi Sverre de Norvège inflige aux Orcades des sanctions sévères pour la participation passive d’Harald Maddadsson à la conspiration. 
Le Jarl Harald accompagné de l'évêque Bjarni doit se rendre en Norvège et s'en remettre au jugement du roi qui s’octroie les Shetland avec leurs impôts et taxes. Il fait de plus établir la liste des domaines aux Orcades de tous ceux qui avaient trouvé la mort à la bataille de Florevag et se les approprie. Il laisse trois ans aux parents ou descendants des disparus pour racheter les biens confisqués; passé ce délai ils reviendraient définitivement au souverain norvégien. Sverre installa enfin un gouverneur norvégien dans l'archipel. Les conditions imposées par le roi à la principauté des Orcades furent si rudes qu'elle ne s'en releva jamais vraiment
Sverre soutint même en 1195 les prétentions du cousin et homonyme du jarl, Harald Ericksson, à qui il confirme le titre de jarl donné en 1184 par le roi Magnus V de Norvège et qui est tué en combattant au Caithness en 1198
En Norvège même après l’échec des Øyskjegger, c’est l’église représentée par l’archevêque de Nidaros Erik Ivarsson (1188-1205) qui prend la tête de l’opposition au roi Sverre de Norvège en constituant un nouveau et formidable parti les « Bagler » .